# Stravaganzza
Ne doit pas être confondu avec Stravaganza (homonymie).
Stravaganzza est un groupe espagnol de metal gothique, originaire de Fuenlabrada, dans la Communauté de Madrid.

## Histoire

### Années 2000
Stravaganzza est formé à la mi-2003 et se compose à ses débuts de Pepe Herrero, Patricio Babasasa, Carlos Expósito, Fernando Martín, Rodrigo Calderón, Aroa Martín, Natalia Barrios (body painting), Noemí Pasca (danseuse) et de l'ex-vocaliste de Saratoga, Leo Jiménez. En 2004, le groupe fait ses débuts avec Primer acto, son premier album. Cet album contient des chansons comme Dios ou Oveja negra, qui sont déjà une caractéristique régulière des concerts du groupe. En 2005, ils se confirment en tant que groupe révolutionnaire avec Sentimientos, un album thématique qui tourne autour des différentes sensations que les êtres humains éprouvent dans leur vie,.
En 2005, Dani Pérez commence ce qui allait devenir son nouveau projet avec le groupe Skizoo (qu'Edu Fernández allait également rejoindre un an plus tard) et, avec le temps, il quitte Saratoga, son autre groupe, en raison de son idée de vouloir se consacrer pleinement à Skizoo et Stravaganzza,. 
Le 11 mars 2006, la nouvelle est annoncée selon laquelle Dani et Edu, en raison de problèmes de temps et d'enregistrement, ne pouvaient pas alterner leur activité entre les deux groupes et décident de quitter Stravaganzza. Cette décision est annoncée dans une brève déclaration publiée sur le site officiel du groupe : « Nous avons le regret de vous informer que, pour des raisons indépendantes de la volonté du groupe, Dani Pérez et Edu Fernández doivent quitter Stravaganzza. Nous vous donnerons bientôt de nouvelles informations. » À la mi-mai 2006, ils sortent leur troisième album et premier EP Hijo del miedo, qui comprend des chansons remixées de leurs deux premiers albums, telles que Pasión (version orchestrale) et Dios (réenregistrée par le nouveau groupe), ainsi que le tube Hijo de la luna (de Mecano) dans une version heavy metal. Toujours en 2006, ils tournent une publicité pour la société de vêtements et de chaussures New Rock avec la chanson Soledad. En juillet 2006, des rumeurs commencent à émerger selon lesquelles Leo Jiménez quitterait Saratoga en octobre pour se consacrer pleinement à Stravaganzza, et être en mesure de faire des tournées. Le troisième album studio du groupe, Tercer Acto, est prévu pour 2007. En novembre 2006, le départ de Leo Jiménez de Saratoga est confirmé afin qu'il puisse se consacrer pleinement à Stravaganzza.
Le 24 mai 2007, leur nouvel album, le troisième acte intitulé Réquiem, sort,. La chanson Hombre bénéficie de la collaboration de Molly, chanteuse du groupe Hamlet. Une autre version impressionnante des années 1980, Eloise, rendue célèbre par Tino Casal, et un virage vers des sons plus extrêmes. Le 5 décembre 2007, Stravaganzza enregistre ce qui sera leur premier concert dans la salle Heineken. Un concert plein de collaborations, où le troisième acte est joué dans son intégralité et, à la fin de l'album, des chansons choisies par les fans. Il est apparu qu'en raison du manque d'intérêt de la maison de disques, cet album live n'a jamais été publié. En décembre 2009, ils annoncent sur leur site officiel être en train d'enregistrer un album avec leur nouveau label DFX Discos Especiales, qui serait le quatrième album intitulé Raíces, qui sort finalement le 27 avril 2010 après plusieurs problèmes avec le label, ce qui fait que l'album original Raíces n'a eu qu'une quantité minuscule et inconnue d'exemplaires. Ce n'est que des années plus tard que les membres de Stravaganzza ont pu le rééditer et le sortir à nouveau avec le label qui a publié les autres, Avispa Music.

### Années 2010—2020
Fin septembre 2010, ils annoncent une pause à durée indéterminée en raison de problèmes techniques et d'infrastructure, tout en assurant qu'ils reviendraient tôt ou tard. Après l'annonce de cette pause, Leo Jiménez se concentre sur un nouveau groupe appelé 037 (plus tard renommé Zero3iete après son départ) avec Carlos Expósito à la batterie, et Pepe Herrero poursuit sa carrière de compositeur et de collaborateur avec la chanteuse Mónica Naranjo.
Le 30 décembre 2016, plusieurs membres du groupe annoncent sur leurs pages Facebook un possible retour de Stravaganzza. Le 12 janvier 2017, la page Facebook officielle du groupe annonce le retour du groupe. Le 23 septembre 2017, ils jouent leur premier concert à Madrid après leur retour. Un mois plus tard, ils tournent en Espagne et en Amérique latine. Le 29 septembre 2019, ils enregistrent leur premier album live à la salle La Riviera à Madrid intitulé La Noche del fénix,, sorti chez Maldito Records.

## Style musical
Leur style musical peut être classé comme heavy metal gothique, progressif et symphonique, avec des influences du metal extrême des années 1990.

## Membres

### Membres actuels
- Leo « La Bestia » Jiménez — voix, guitare (2003-2010, depuis 2017)
- Pepe Herrero — guitare, orchestration (2003-2010, depuis 2017)
- Patricio Babasasa — basse (2006-2010, depuis 2017)
- Carlos Expósito — batterie (2006-2010, depuis 2017)

### Anciens membres
- Dani Pérez — batterie (2003-2006)
- Edu Fernández — basse (2003-2006)
- Fernando Martín — claviers (live, 2007-2010)
- Rodrigo Calderón — violon (2007-2010)
- Aroa Martín — chœurs (2007-2010)

## Discographie
- 2004 : Primer acto
- 2005 : Sentimientos (Segundo Acto)
- 2006 : Hijo del miedo (EP)
- 2007 : Tercer Acto Requiem
- 2010 : Raíces
- 2010 : The Best of
- 2020 : La Noche del Fénix (album live)